# Stora Kulltjärnen
Stora Kulltjärnen är en sjö i Kungsbacka kommun i Halland och ingår i Kungsbackaåns huvudavrinningsområde. Sjön är 9,4 meter djup, har en yta på 0,04 kvadratkilometer och befinner sig 45 meter över havet.